# Segmento anterior del ojo

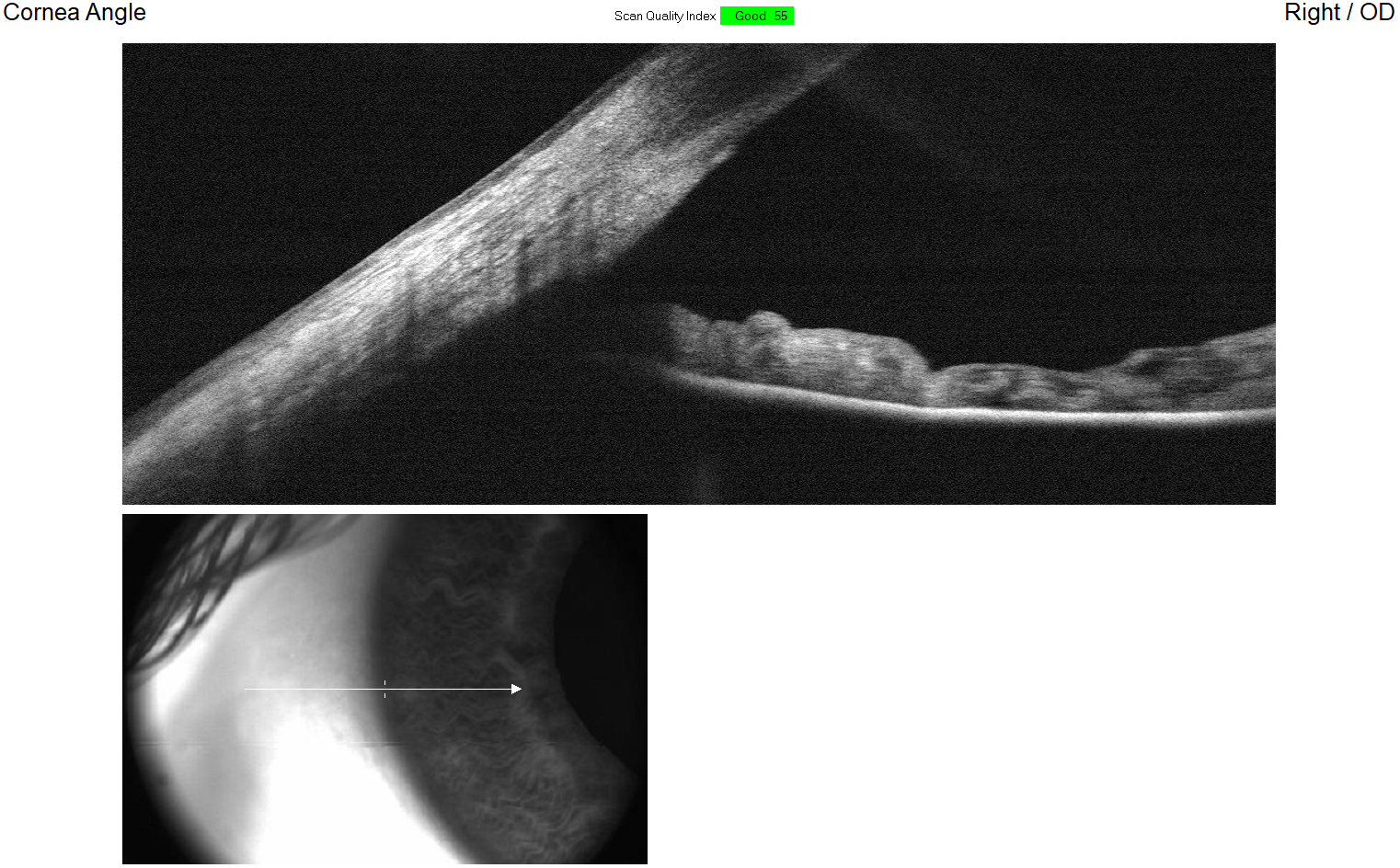
Este artículo está sustento en información verificada de distintas instituciones especializadas en el tema.

El segmento anterior es la tercera parte frontal del ojo que incluye las estructuras por delante del humor vítreo: la córnea, el iris, el cuerpo ciliar y el cristalino.

Dentro del segmento anterior de dos espacios llenos de líquido:
- La cámara anterior: entre la superficie posterior de la córnea (es decir, el endotelio corneal) y el iris.
- La cámara posterior: entre el iris y la cara frontal del cristalino.[1]

El humor acuoso llena estos espacios dentro del segmento anterior y proporciona nutrientes a las estructuras circundantes.
Algunos oftalmólogos y optometristas están especializados en el tratamiento y manejo de los trastornos y enfermedades del segmento anterior.